# Jacques-Marie Bourget
 (décembre 2020).
Jacques-Marie Bourget, né le 5 juillet 1943 à Saint-Pierre-Montlimart, en Maine-et-Loire, est un écrivain et journaliste français.
Sur Internet, il publie sur les sites du Grand Soir, Oumma.com, Afrique Asie, Proche et Moyen Orient.ch et Mediapart, où il tient un blog.

## Carrière
Jacques-Marie Bourget, après avoir collaboré à la Nouvelle Revue française alors dirigée par Jean Paulhan, a travaillé comme grand reporter pour des titres comme L’Aurore, L'Express, VSD, Paris Match, Bakchich... (après avoir débuté comme journaliste radio et télévision à l'ORTF).
Il a ainsi couvert, entre autres événements, la guerre des Six Jours, la guerre du Viêt Nam, la guerre du Liban, la guerre au Salvador, la première et la seconde Intifada, la première guerre du Golfe, la guerre de l'ex-Yougoslavie. 
En 1985, il obtient le prix Scoop pour avoir révélé l’affaire Greenpeace.

### Blessé dans l'exercice de son métier
Le 21 octobre 2000, à Ramallah en Cisjordanie, il est grièvement blessé par une balle de M16 tirée par un soldat de l'armée israélienne, alors qu'il réalisait un reportage en Palestine . Les autorités israéliennes interdisent d'abord son accès à l' hôpital de Jérusalem puis refusent son rapatriement vers la France. Le président de la République française, Jacques Chirac, intervient personnellement auprès du premier ministre israélien Ehud Barak. Après deux années de soins et de rééducation, Jacques-Marie Bourget commence un long combat judiciaire qui dura 18 ans. Il sera reconnu et indemnisé comme victime d'un acte violant le droit international humanitaire[source secondaire souhaitée].

### Publication
Il est à l'origine de la publication du premier manuscrit de Louis-Ferdinand Céline, Histoire du Petit Mouck, un conte d'enfant écrit par Céline pour sa fille Colette, âgée de trois ans, petit livre illustré par des dessins de sa femme, Édith Follet, la mère de leur fille.

### Décoration
Le président de la République française,Jacques Chirac, l'a élevé au rang de chevalier de l'ordre national de la Légion d'honneur.

## Analyses
Il a rédigé une préface à Kamel Daoud Cologne Contre enquête, un livre d'Ahmed Bensaada, écrivain d'origine algérienne vivant au Canada qui critique l'analyse proposée par Kamel Daoud des agressions sexuelles du Nouvel An 2016 en Allemagne.

## Publications
- Gérard Devouassoux, Le Souffle de la montagne, préface de Maurice Herzog, éditions Solar, 1975
- Yann Piat, avec Claude Ardid, Plon, 1998
- Des affaires très spéciales - 1981-1985, avec Yvan Stefanovitch, Plon, 2001
- Survivre à Gaza, avec Mohamed al-Rantissi et Christophe Oberlin, éditions Koutoubia, 2009
- J'ai choisi le Hamas, avec Mohamed Al Rantissi, Christophe Oberlin, Pascal Galodé éditeur, 2009
- Sabra & Chatila, au cœur du massacre, photographies de Marc Simon, préface d’Alain Louyot, Éric Bonnier éditions, 2012
- Le Vilain Petit Qatar. Un ami qui nous veut du mal, avec Nicolas Beau, Éditions Fayard, 2013

### Préfaces
- Ahmed Bensaada, Kamel Daoud Cologne contre enquête, éditions Franz Fanon, Alger